# Dalovice (okres Karlovy Vary)
Dalovice (německy Dallwitz) jsou obec v okrese Karlovy Vary v Karlovarském kraji. Leží zhruba tři kilometry od Karlových Var. Žije v ní přibližně 2 000 obyvatel.

## Historie
Obec Dalovice (v minulosti názvy Dallovicz, Dallwicz, Dallwitz, Dalvice) je poprvé uváděna v zemských knihách roku 1498, od toho se odvozuje založení obce. Archeologické vykopávky v průběhu 20. století prokázaly, že v okolí místa dnes nazývaném Tvrziště žili lidé již v pozdní době bronzové (cca 1200–700 let př. n. l.).
Dalovická tvrz byla značně poškozena vojskem hraběte Šlika v roce 1502, a přestože byla částečně opravena, k bydlení již nevyhovovala. Ještě během 16. století si majitelé postavili vedle tvrze novou obytnou budovu, později nazývanou Starý zámek. Majitelé dalovického panství se často měnili, protože i když rozloha panství byla velká, příjmy z nich vysoké nebyly. Jeden z majitelů – rytíř Johann Wenzel Ferdinand ze Schönau – založil v obci v roce 1804 kameninovou výrobnu (pak roku 1830 porcelánku, později nazývanou Epiag), aby příjmy panství zvýšil.
Nejvýrazněji se do historie obce zapsal baron Friedrich Riedl von Riedenstein, který v roce 1871 koupil panství včetně porcelánky. V letech 1874–1875 nechal baron postavit Nový zámek (dnes sídlo SOŠ logistické). Roku 1889 prodal porcelánku baronu Springerovi, majiteli loketské porcelánky. Starý zámek, který sloužil nadále jako ubytovna pro zaměstnance porcelánky, roku 1898 vyhořel. V následujících letech nechal Friedrich Riedl von Riedenstein na místě Starého zámku postavit novou zámeckou budovu, které zůstal název Starý zámek (dnes sídlo SZeŠ).
Po smrti barona roku 1905 zdědil panství jeho syn Eduard, který výrazně rozšířil zámeckou knihovnu o rozsáhlé sbírky německé, anglické a francouzské literatury. Rodina Riedl von Riedenstein vlastnila panství až do roku 1945, kdy je přebral do svého vlastnictví československý stát.

## Přírodní poměry
Obcí protéká Vitický potok, který se v dolních Všeborovicích vlévá do řeky Ohře.

## Obyvatelstvo
Při sčítání lidu v roce 1921 ve vsi žilo 2 103 obyvatel (z toho 973 mužů), z nichž bylo 32 Čechoslováků, 2 015 Němců, tři příslušníci jiné národnosti a 53 cizinců. Kromě osmnácti evangelíků, pěti židů a jednoho člena nezjišťovaných církví byli římskými katolíky. Podle sčítání lidu z roku 1930 měla vesnice 2 287 obyvatel: 56 Čechoslováků, 2 175 Němců, jednoho příslušníka jiné národnosti a 55 cizinců. Převažovala římskokatolická většina (2 093 obyvatel) a 133 lidí bez vyznání. Z ostatních bylo 41 evangelíků, pět členů církve československé, sedm židů a osm členů nezjišťovaných církví.
| Rok            | 1869  | 1880  | 1890  | 1900  | 1910  | 1921  | 1930  | 1950  | 1961  | 1970  | 1980  | 1991  | 2001  | 2011  | 2021  |
| -------------- | ----- | ----- | ----- | ----- | ----- | ----- | ----- | ----- | ----- | ----- | ----- | ----- | ----- | ----- | ----- |
| Počet obyvatel | 1 536 | 2 028 | 2 391 | 2 949 | 3 331 | 3 276 | 3 704 | 1 895 | 2 125 | 1 880 | 1 895 | 1 766 | 1 812 | 1 870 | 1 888 |
| Počet domů     | 126   | 165   | 176   | 202   | 218   | 233   | 293   | 351   | 322   | 319   | 330   | 340   | 369   | 432   | 458   |

## Obecní správa
Po druhé světové válce byly k Dalovicím připojeny obce Všeborovice a Vysoká. Mezi lety 1869–1974 Dalovice byly obcí v okrese Karlovy Vary (1869–1930), poté v okrese Karlovy Vary-okolí (1950) a později opět v okrese Karlovy Vary. Od 1. ledna 1975 do 23. listopadu 1990 patřily jako část statutárního města ke Karlovým Varům a od 24. listopadu 1990 jsou opět samostatnou obcí.

### Části obce
- Dalovice
- Všeborovice
- Vysoká

### Obecní symboly
Znak a vlajka byly obci uděleny rozhodnutím předsedy Poslanecké sněmovny Parlamentu České republiky dne 7. května 1997.

## Doprava
Obcí vede čtyřproudová silnice I/13, která vede z Karlových Varů směrem do Ostrova. 
Podél západního okraje vesnice vede železniční trať Chomutov–Cheb), na které se nachází dalovické nádraží. Z něj odbočuje železniční trať Karlovy Vary – Merklín. Do Dalovic zajíždí autobus DPKV Č. 17 a příměstské linky č. 103, 111 a 201.

## Pamětihodnosti
- Zbytky dalovické tvrze
- Zámek Dalovice
- Kostel Panny Marie Utěšitelky z roku 1929, který vznikl rozšířením starší kaple z roku 1898. Kaple se stala součástí nového kostela.
- Körnerův dub
- Botanická zahrada při Střední zemědělské škole Dalovice
- Mezi zajímavosti Dalovic patří nepochybně zámecký park, ve kterém je dominantou cca 700–900 let starý Körnerův dub (název podle básníka T. Körnera, který se roce 1811 léčil v Karlových Varech a v dalovickém parku napsal řadu básní). Tento památný strom má obvod kmene 887 cm a výšku 18 m. V jeho blízkosti je umístěna bronzová busta Theodora Körnera z roku 1913 od sochaře L. Tischlera.